# 린샹구

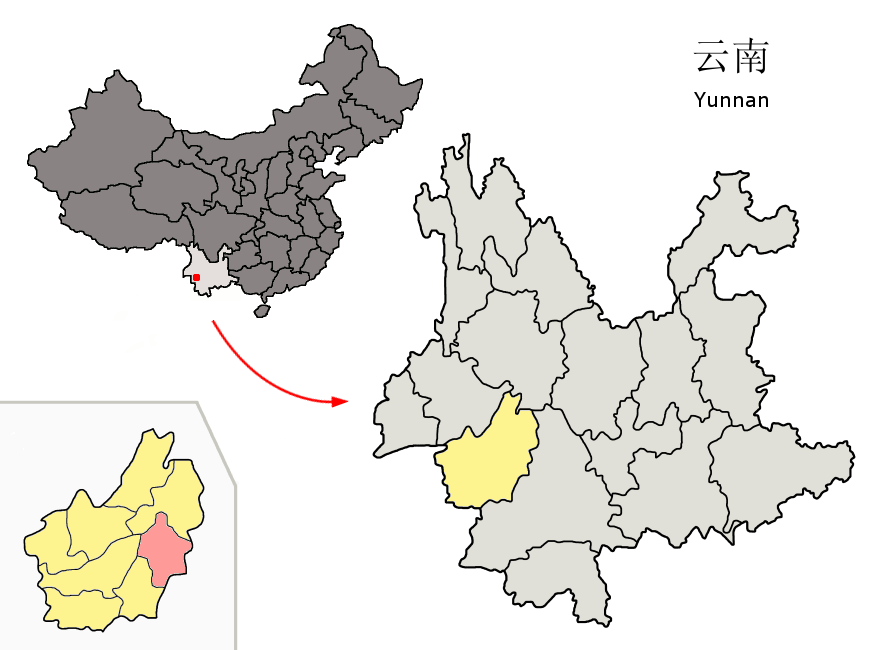
린샹 구의 위치

린샹구(한국어: 임상구, 중국어: 临翔区, 병음: Línxiáng Qū)는 중화인민공화국 윈난성 린창 시의 현급 행정구역이다. 넓이는 2652km2이고, 인구는 2007년 기준으로 290,000명이다.

## 행정 구역
2개 가도, 1개 진, 5개 향, 2개 민족향을 관할한다.
- 가도: 风翔街道, 忙畔街道.
- 진: 博尚镇.
- 향: 蚂蚁堆乡, 章驮乡, 圈内乡, 马台乡, 邦东乡.
- 민족향: 南美拉祜族乡, 平村彝族傣族乡.